# Klein-Neusiedl
Klein-Neusiedl est une commune autrichienne du district de Bruck an der Leitha en Basse-Autriche.